# Coleophora elephantella
Coleophora elephantella é uma espécie de mariposa do gênero Coleophora pertencente à família Coleophoridae.